# Брансвік (Небраска)
Брансвік (англ. Brunswick) — селище (англ. village) в США, в окрузі Антелоуп штату Небраска. Населення — 152 особи (2020).

## Географія
Брансвік розташований за координатами 42°20′16″ пн. ш. 97°58′18″ зх. д. / 42.33778° пн. ш. 97.97167° зх. д. (42.337704, -97.971756).  За даними Бюро перепису населення США в 2010 році селище мало площу 1,54 км², уся площа — суходіл.

## Демографія
Згідно з переписом 2010 року, у селищі мешкало 138 осіб у 68 домогосподарствах у складі 43 родин. Густота населення становила 90 осіб/км².  Було 72 помешкання (47/км²).
Расовий склад населення:
| - 100,0 % — білих |

До двох чи більше рас належало 0,0 %. Частка іспаномовних становила 0,0 % від усіх жителів.
За віковим діапазоном населення розподілялося таким чином: 16,7 % — особи молодші 18 років, 53,6 % — особи у віці 18—64 років, 29,7 % — особи у віці 65 років та старші. Медіана віку мешканця становила 49,0 року. На 100 осіб жіночої статі у селищі припадало 119,0 чоловіків;  на 100 жінок у віці від 18 років та старших — 109,1 чоловіків також старших 18 років.
За межею бідності перебувало 18,3 % осіб, у тому числі 25,7 % дітей у віці до 18 років та 16,7 % осіб у віці 65 років та старших.
Цивільне працевлаштоване населення становило 86 осіб. Основні галузі зайнятості: сільське господарство, лісництво, риболовля — 27,9 %, оптова торгівля — 16,3 %, роздрібна торгівля — 12,8 %, будівництво — 11,6 %.